# بمبال
بُمْبال أو بُمبَل أو (نقحرة: بومبال) هي مدينة من مدن البرتغال. يبلغ عدد سكانها 55,217 نسمة وذلك حسب إحصائيات سنة 2011. تبلغ مساحتها 626.00 كم².

## توأمة
لبُمبال اتفاقيات توأمة مع كل من:
- Biscarrosse [الإنجليزية]‏
- أويرس

## أعلام
- بيدرو روما
- ماركيز دي بومبال
- جواو دي باروس

## وصلات خارجية
- الموقع الرسمي